# Chrysiptera cyanea
Chrysiptera cyanea là một loài cá biển thuộc chi Chrysiptera trong họ Cá thia. Loài này được mô tả lần đầu tiên vào năm 1825.

## Từ nguyên
Tính từ định danh cyanea trong tiếng Latinh có nghĩa là "xanh dương đậm", hàm ý đề cập đến màu sắc cơ thể đặc trưng của loài cá này.

## Phạm vi phân bố và môi trường sống
Từ Ấn Độ, phạm vi phân bố của C. cyanea mở rộng đến vùng biển các nước Đông Nam Á, ngược lên phía bắc đến đảo Đài Loan và quần đảo Ryukyu (Nhật Bản), và từ đảo New Guinea và New Britain trải dài về phía đông đến một số các đảo quốc thuộc châu Đại Dương (xa nhất đến quần đảo Samoa), giới hạn phía nam đến Tây Úc và rạn san hô Great Barrier.
Ở Việt Nam, C. cyanea được biết đến tại rừng ngập mặn Cần Giờ, Nha Trang và vịnh Vân Phong (Khánh Hòa), Ninh Thuận, cù lao Câu (Bình Thuận) và quần đảo Trường Sa. Loài này cũng đã được tìm thấy tại Địa Trung Hải, vốn không phải nơi bản địa của các loài cá thia, có lẽ là theo các con tàu từ khu vực Ấn-Thái Dương tiến vào vùng biển này.
C. cyanea sống trên đới mặt bằng của các rạn viền bờ nằm dưới triều và trong đầm phá ở độ sâu đến ít nhất là 10 m.

## Mô tả
Chiều dài lớn nhất được ghi nhận ở C. cyanea là 8,5 cm. Loài này nhìn chung có màu xanh lam. Cá cái và cá con có thêm đốm đen phía sau vây lưng; các vây trong mờ không màu. Cá đực ửng vàng cam ở vây đuôi, chuyển thành màu xanh như thân ở các vây còn lại.
Số gai ở vây lưng: 13; Số tia vây ở vây lưng: 12–13; Số gai ở vây hậu môn: 2; Số tia vây ở vây hậu môn: 13–14; Số tia vây ở vây ngực: 15–17; Số gai ở vây bụng: 1; Số tia vây ở vây bụng: 5; Số lược mang: 17–19; Số vảy đường bên: 16–17.

## Sinh thái học
Thức ăn của C. cyanea là tảo và động vật phù du. Cá đực sống trong một nhóm hậu cung và có tập tính bảo vệ và chăm sóc trứng; trứng có độ dính và bám chặt vào nền tổ.
Là một loài cá cảnh phổ biến, C. cyanea đã được nhân giống nuôi nhốt.